# Políglota

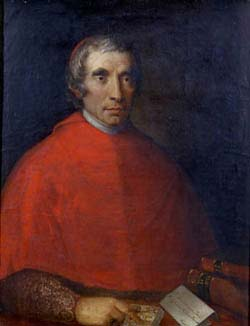
Giuseppe Gasparo Mezzofanti fue un cardenal y lingüista destacado debido a su capacidad de hablar 48 idiomas.

Un polígloto o políglota (del griego antiguo πολύγλωττος, polýglottos, a su vez de πολύς, polýs, «mucho» y γλώσσα o γλώττα, glṓssa o glṓtta, «lengua») es una persona versada en varios idiomas o un texto escrito en otros tantos, reservándose el término bilingüe para aquellos que dominan dos (del latín bi = dos) y trilingüe (del latín tri = tres) para aquellos que dominan tres idiomas. Las palabras «plurilingüe» y «multilingüe» pueden ser usadas como sinónimo de políglota, aunque, en recientes usos, se refiere a una persona que aprende múltiples idiomas como un pasatiempo.

## Teorías
Existen numerosas teorías como explicación del poliglotismo. Por ejemplo, ha sido reconocido que alguien que está interesado en los idiomas, con un intelecto suficientemente desarrollado y que optimiza su técnica de aprendizaje con la experiencia, será cada vez más eficiente en cada nuevo idioma aprendido; por lo tanto, tal individuo es capaz de dominar nuevos idiomas con menos esfuerzo que una persona promedio. Además, los diferentes idiomas se superponen en las áreas de gramática y vocabulario, lo que hace que sea más fácil adquirir idiomas conectados, como las palabras del inglés y del francés.
Una teoría sugiere que un aumento brusco en los niveles de testosterona de un bebé mientras está en el útero puede incrementar la asimetría del cerebro, mientras que otros han sugerido que el trabajo duro y el tipo correcto de motivación -que cualquier adulto puede aplicar- son los factores clave del poliglotismo. El neurocientífico Katrin Amunts estudió el cerebro del políglota alemán Emil Krebs y determinó que el área del cerebro de Kreb que era responsable de los idiomas -el área de Broca- estaba organizada de una manera diferente en comparación con los cerebros de los monolingües.[cita requerida]

## Criterios objetivos
Debido a la llegada de las computadoras, los lingüistas obtuvieron una mejor comprensión de qué puede significar "saber un idioma". Está estimado que las 2000 palabras más usadas -en todos o en la mayoría de sus múltiples sentidos- cubren aproximadamente del 75 al 80 por ciento de un texto general en inglés y en otros idiomas europeos; un vocabulario tan limitado también le permite a uno expresar conceptos más complicados, mientras se describan por medio de circunloquios (por ejemplo, como regla, de 30 000 a 50 000 palabras en los diccionarios de aprendices de inglés moderno están definidas simplemente con de 2000 a 3000 palabras definidoras de vocabulario). Por otro lado, un hablante nativo con una educación universitaria estadounidense puede poseer unas 25 000 a 30 000 palabras de vocabulario pasivo -del cual varias partes pueden ser activadas- que se incrementen a posiblemente 50 000 palabras o más, a la edad de cincuenta o sesenta años.[cita requerida]
Es, por lo tanto, difícil juzgar objetivamente muchas declaraciones de poliglotismo, porque lo que es ostensiblemente "diálogo fluido" puede ser alcanzado con el uso asertivo de un muy limitado vocabulario de uso general o especializado.[cita requerida]

## Políglota savant

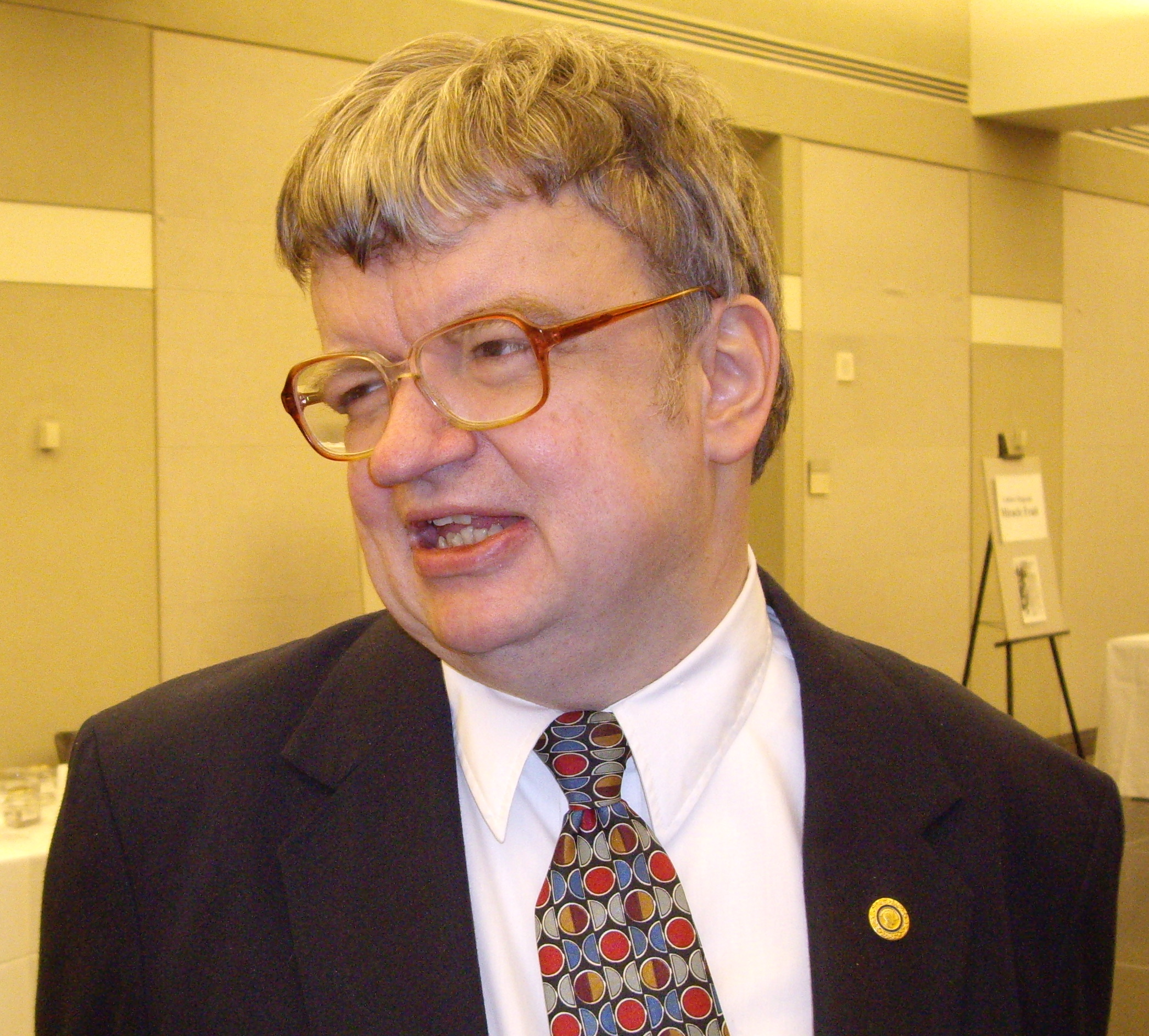
Kim Peek fue uno de los savants más conocidos dado a sus capacidades intelectuales.

Los savant son normalmente individuos con habilidades mentales significativas, quienes demuestran profundas y prodigiosas capacidades y/o habilidades muy por encima de lo que se consideraría normal, incluyendo la capacidad para los idiomas.
El bien conocido caso de un savant políglota es el de "Christopher", que participó en estudios con el Dr. Neil Smith, lanthi-Maria Tisimpli y Jamal Ouhalla. Christopher habla con fluidez aproximadamente dieciséis idiomas y posee la capacidad de adquirir nuevos idiomas muy fácilmente, aunque sus representaciones de los sistemas de sonidos de estos lenguajes es relativamente pobre y su agilidad para usar el lenguaje comunicativo es altamente restringida. Los investigadores le enseñaron nuevos idiomas, controlando los métodos y la exposición, de modo que pudiesen estudiar su proceso de aprendizaje del idioma y extrapolar los resultados a determinar cómo aprende idiomas la mayoría de la gente.

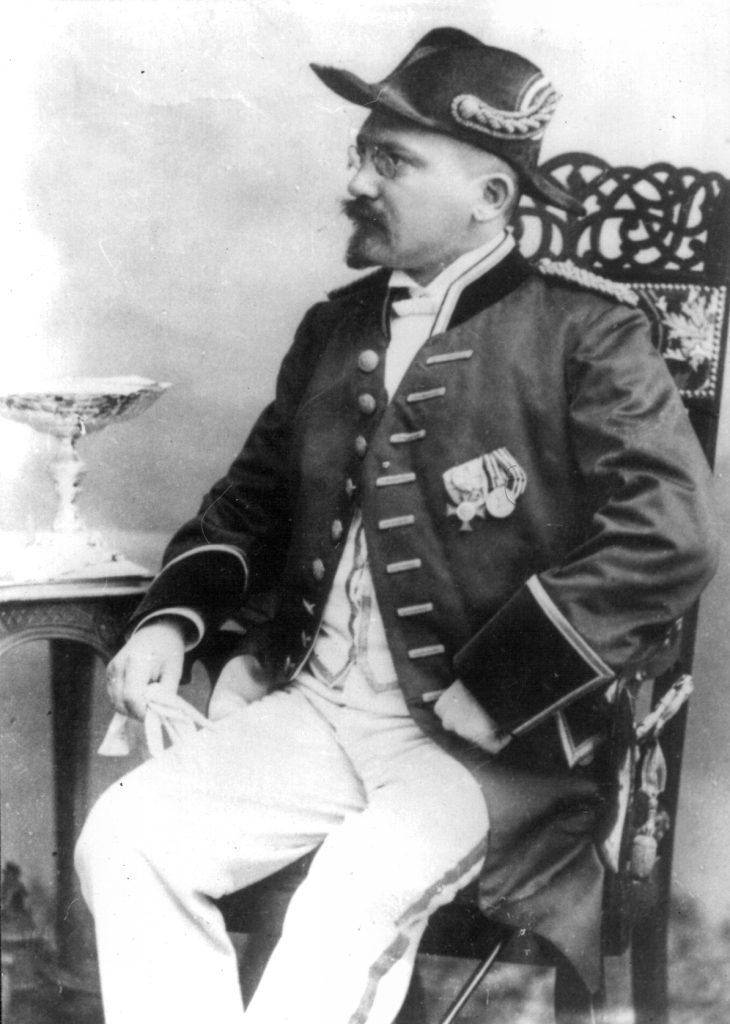
Emil Krebs, un savant políglota que dominó 68 idiomas.

A Christopher le enseñaron dos idiomas completamente nuevos: el idioma berber, un idioma de África, y el epun, un idioma inventado. Algunas de las estructuras y reglas del epun fueron hechas de forma que violaban los parámetros de la gramática universal, que hipotéticamente subyacen a todos los idiomas humanos. Christopher fue capaz de aprender Berber tan fácilmente como podría con cualquier otro idioma extranjero, pero tuvo dificultades aprendiendo epun. Por ejemplo, él tuvo problemas procesando las estructuras de oraciones que no estaban en el orden S-V-O. Esto aportó evidencia extra para la teoría que hay de una gramática universal compartida por todos los lenguajes humanos la cual define qué es lingüísticamente posible (en términos de orden de las palabras, sintaxis, estructura, etc.). Los investigadores aplicaron lo que descubrieron al estudiar cómo Christopher aprendió berber y epun al proceso general de adquisición de un idioma L2 (un idioma no nativo). Concluyeron que el aprendizaje de un L2 consiste en transferir reglas familiares de un L1 (lenguaje nativo) al nuevo sistema del idioma y aplicar los principios de la gramática universal.
La investigación manifiesta la esperanza de cómo el estudio de individuos extraordinarios, como los savants políglotas, ayudará a revelar cómo los humanos en general adquieren un idioma.
Christopher aprendió idiomas "devorándose" rápidamente libros introductorios de autoaprendizaje, interactuando con hablantes nativos y recibiendo instrucciones explícitas. Chistopher también es capaz de identificar muchos diferentes idiomas mirando su forma escrita, aunque no puede hablarlos o traducirlos. Sin embargo, con un ojo entusiasta y un poquito de entrenamiento, esta habilidad puede ser relativamente fácil de adquirir. Por ejemplo, Christopher identificó correctamente bengalí, chino, checo, guyaratí, islandés, solo por nombrar unos cuantos, cuando muestran ejemplos de esas lenguas. Esto es especialmente interesante porque estos lenguajes son de un rango, tanto genética como topológicamente. Sin embargo, muchas de estas lenguas difieren en gran medida de las características estéticas de sus estilos de escritura, haciendo la tarea de identificación más simple.

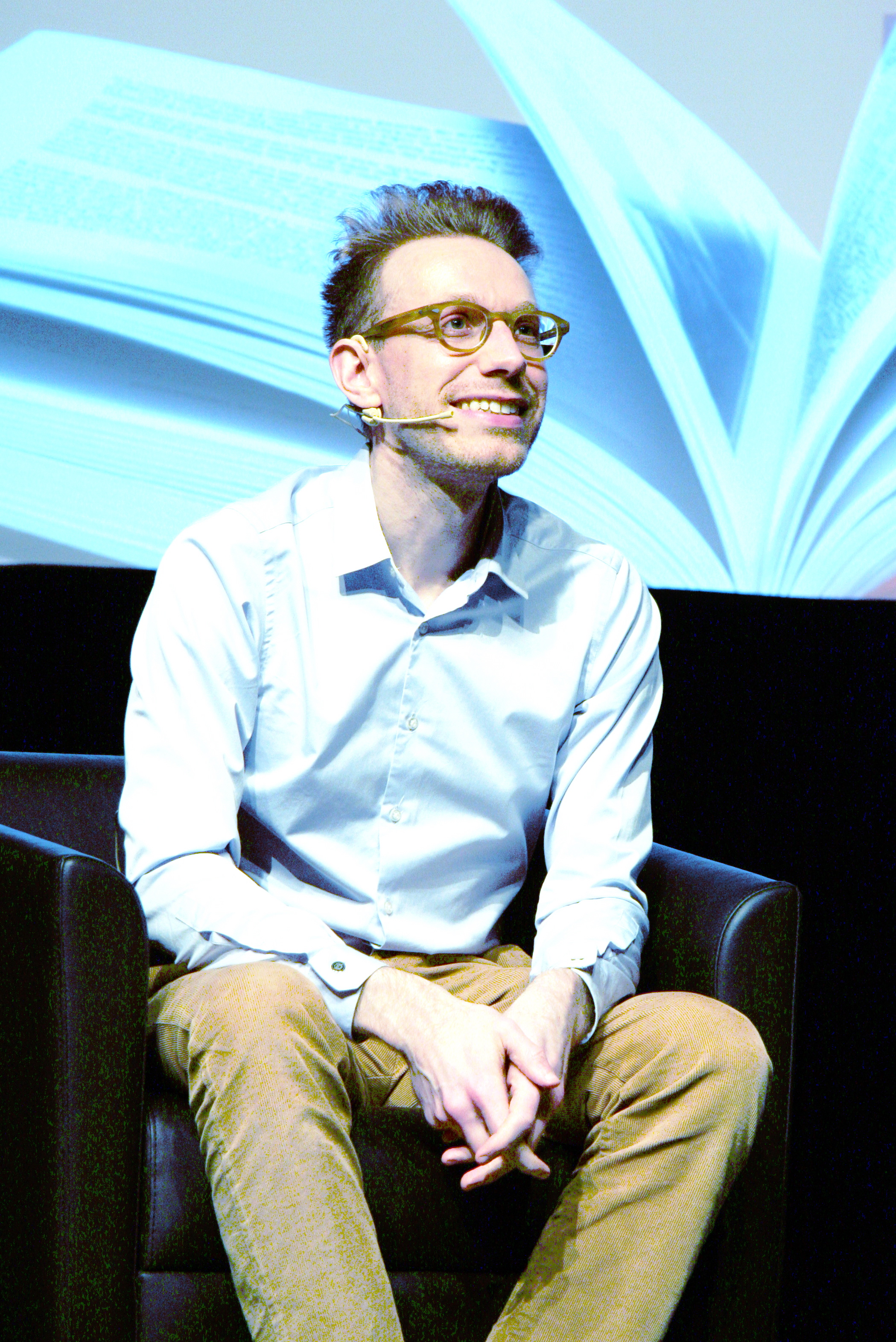
Daniel Tammet, un savant con grandes dotes para aprender idiomas, hasta ahora es capaz de hablar 11 idiomas. Daniel también es conocido por haber memorizado y recitado 22.514 dígitos del número π.

Mientras que los savants políglotas tales como Emil Krebs pueden tener diferencias anatómicas o biológicas que les permiten organizar el idioma de manera diferente y más eficiente, también se ha sugerido que todo el proceso de adquisición del lenguaje para los políglotas savants es diferente del proceso al que la mayoría de los seres humanos se someten. Esta habilidad, sin embargo, también se observa en personas que no tienen déficit aparente en cualquier campo cognitivo, lingüístico, motor, emocional o de otro tipo, añadiendo más complejidad a la imagen. Se ha propuesto que estos individuos con habilidades lingüísticas sin precedentes se someten al mismo proceso de adquisición de la primera lengua una y otra vez con cada nuevo idioma. Debido a que son capaces de aprender conscientemente o inconscientemente la pragmática, la gramática, la sintaxis, etc., de una lengua como si estuvieran aprendiendo un idioma por primera vez, son capaces de adquirirlo tan diestramente como un hablante nativo. La mayoría de los seres humanos permiten que la gramática de las lenguas aprendidas previamente afecten e influyan en su capacidad para aprender una segunda, tercera, etc. lengua. Este es un problema con el que estos políglotas sabios no luchan. Esta capacidad puede estar vinculada directamente a la forma en que estos individuos organizan el área de Broca del cerebro sin embargo; su capacidad de aprendizaje de idiomas es incomparable y aún no se entiende completamente hasta nuestros días.
Todavía hay mucha investigación que hay que hacer en relación con los mecanismos mediante los cuales los sabios políglotas adquieren el lenguaje. Aunque es evidente que los savants políglotas, como Christopher, tienen habilidades lingüísticas increíbles, muy a menudo, su capacidad intelectual general se ve afectada. Mala coordinación mano-ojo, débiles capacidades de resolución de problemas, y problemas sociales y conversacionales hacen las tareas de cada día muy difíciles para Christopher. Esto, junto con su increíble capacidad de procesar idiomas, demuestra el hecho de que todavía hay mucho que aprender sobre la naturaleza del aprendizaje de nuevas tareas, y cómo se relaciona con el aprendizaje de nuevos idiomas.

## Denominaciones
- Monolingüe o monóglota - 1 lengua hablada.
- Bilingüe o díglota - 2 lenguas habladas.
- Trilingüe o tríglota - 3 lenguas habladas.
- Cuatrilingüe, tetráglota - 4 lenguas habladas.
- Quinquelingüe, pentáglota - 5 lenguas habladas.
- Sexalingüe, hexáglota - 6 lenguas habladas.
- Septilingüe, heptáglota - 7 lenguas habladas.
- Octolingüe, octóglota - 8 lenguas habladas.
- Novelingüe, eneáglota - 9 lenguas habladas.
- Decalingüe, decáglota - 10 lenguas habladas.
- Endecalingüe - 11 lenguas habladas.
- Dodecalingüe - 12 lenguas habladas.

Aunque no está del todo claro, una persona "hiperpolíglota" es aquella capaz de hablar más de seis idiomas.